# Shortlands
Shortlands est un quartier du borough de Bromley, dans le sud-est de Londres.

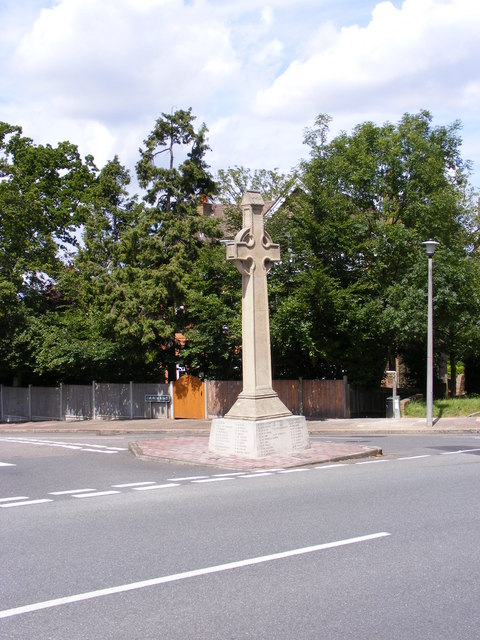
Mémorial de la première Guerre mondiale érigé à Shortlands en 1921